# گرین کرنر (مینه‌سوتا)
گرین کرنر (به انگلیسی: Gheen Corner) یک منطقهٔ مسکونی در ایالات متحده آمریکا است که در Gheen واقع شده‌است. گرین کرنر ۲۰ نفر جمعیت دارد و ۴۰۹٫۰۵ متر بالاتر از سطح دریا واقع شده‌است.